# Nova-Spes
Nova-Spes ist eine deutsche Synthiepop-/Future-Pop-Band um den Musiker Matthias Hübner.

## Geschichte
Gegründet wurde die Band 1999 durch Matthias Hübner (Schkeuditz), Steffen Pöhler (Heilbronn) und André Richter (Kölleda) als Esperance im Rahmen eines Musikforschungsprojektes der Hochschule Anhalt in Köthen. Vorher hatte Hübner mit einem Freund zusammen die klassische Synthiepop-Band Skyline East gegründet, die sich im Jahr 1999 auflöste. 2000 benannte sich Esperance in Nova-Spes um. André Richter stieg 2003 aus. Als Ersatz für ihn fand man Peter Walter (Stuttgart).
Nova-Spes stand 2003 kurzzeitig bei Modern Entertainment unter Vertrag, auf deren Label-Compilations sie mehrfach vertreten waren. Ein Album veröffentlichte man dort jedoch nicht.
2007 hatte sie einen ersten Cluberfolg mit ihrem Song TANZ!, der auf einer Kompilation der Musikzeitschrift Orkus erschien. In Russland ist die Band vor allem durch ihren Song Run im gleichen Jahr in der Szene bekannt geworden.
Seit 2011 stand die Band bei Danse Macabre, dem Label des Das-Ich-Gründers Bruno Kramm, unter Vertrag. Die erste Veröffentlichung bei Danse Macabre war das Album pripyat – home of lilith, bei welchem auch Bruno Kramm selbst mitwirkte und für das Mastering verantwortlich war. Zum 25. Jahrestag der Nuklearkatastrophe von Tschernobyl veröffentlichte die Band damit ein Konzeptalbum, welches dieses Unglück aufarbeiten sollte. Während der Arbeiten am Album kam es zur Katastrophe von Fukushima. Die aus diesem Umstand resultierende Aktualität des Albums hatte ein relativ hohes Medienecho zur Folge. Für das Layout des Albums arbeitete man u. a. mit André Friesen zusammen, einem Fotografen und Schöpfer einer Internetseite, die sich mit dem von der Katastrophe betroffenen Ort Prypjat befasst.
Im Jahr 2011 spielte Nova-Spes beim Festival Nocturnal Culture Night zusammen mit Szenegrößen wie VNV Nation, Kirlian Camera und DAF. In einem Voting des Veranstalters entschieden sich die teilnehmenden Zuschauer, die Band auch im darauf folgenden Jahr wieder sehen zu wollen.
Bei dem Album Leben ist Krieg von 2012 war Bruno Kramm für das Mastering verantwortlich. Die Band trennte sich stilistisch vom Synthiepop und bewegte sich in Richtung Future-Pop/Hellectro. Das erste Konzert zum neuen Album spielten sie am 1. August 2012 in Dresden zusammen mit den Amerikanern von The Crüxshadows.

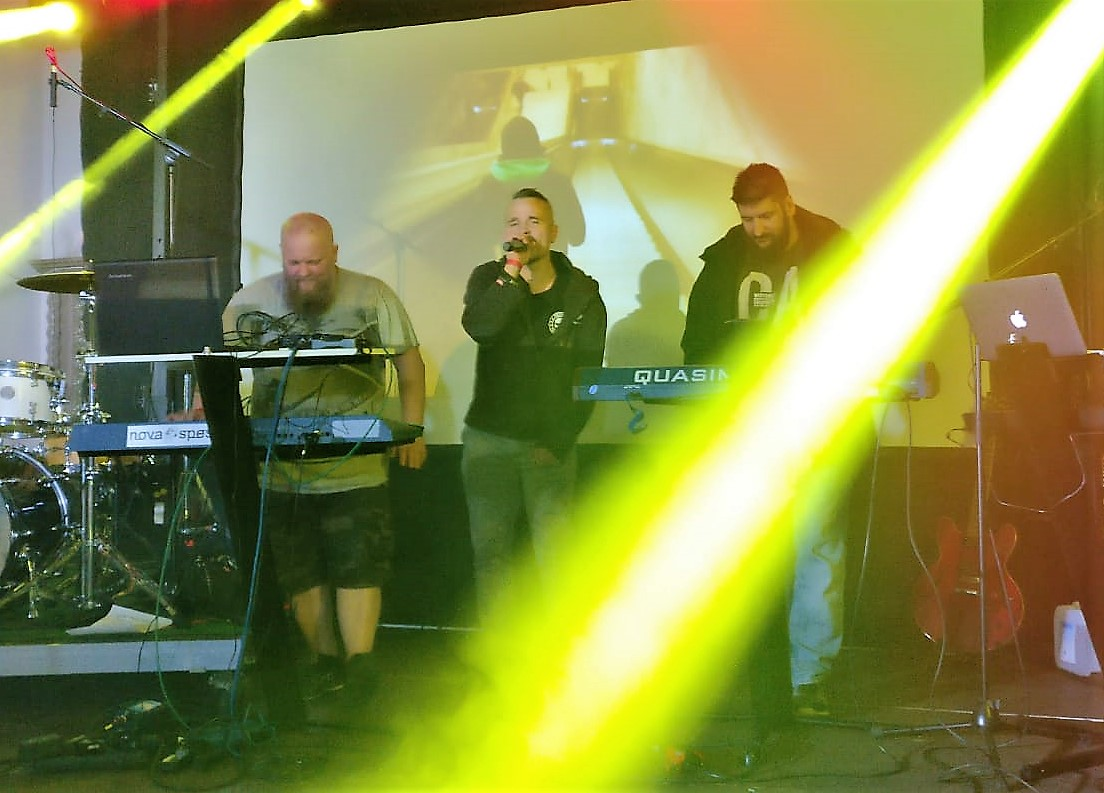
NOVA-SPES zum Soundcheck für ein Leipziger Szene-Festival.

2013 spielte man das erste Mal im Rahmen eines Festivals Lieder von ihrem zukünftigen Album Black Sheep On White Fields das 2014 erschien. Eine erste Auskopplung stellte sie mit ihrer EP Perfect World Alive, die neben Perfect World und Change auch den Song Alive enthält, der nicht Bestandteil des Albums ist, bereits im Dezember 2013 als kostenfreien Download zur Verfügung. Die Band wurde mit Devision, And One und Depeche Mode verglichen, wie auch mit der deutschen Band Camouflage. Im April 2014 spielten sie in einem Leipziger Underground-Club vor ausverkauftem Haus zusammen mit der amerikanischen Band Assemblage 23.
Das nächste Album A Dog and His Boy erschien 2016. In den „Deutschen Alternative Charts“, durch Umfragen unter 350 auswählten DJs ermittelt, erreichte es Platz 2. Auch mit dem darauf folgenden Album WorldWideWar Zone (2018) gelang die Platzierung in den „Deutschen Alternative Charts“. Mit diesem Album verließ die Band nicht nur das Bruno Kramm-Label Danse Macabre, auch für das Mastering zeichnete nicht mehr Kramm, sondern Hübner selbst verantwortlich. Das Album wurde über das russische Label ScentAir Records veröffentlicht. Das 2021 ebenfalls beim russischen Label ScentAir Records erschienene Album 2020 erreichte Platz eins der Deutschen Alternative Charts, das folgende Album Rise. Platz 2.

## Besetzung
Bis 2014 bestand die Band aus Matthias Hübner, häufig als Kopf der Band bezeichnet, Peter Walter und Steffen Pöhler. Letztgenannter verließ die Band im Juni 2014, laut Pressemitteilung aus beruflichen, wie auch privaten Gründen. Eine Änderung im Line-Up kündigte die Band bereits im April 2014 an, nachdem Pöhler bei den Konzerten im März wie auch im April 2014 fehlte. Erstmals kam im Februar 2016 Maik Männel als neuer Keyboarder zum Einsatz, der jedoch nach einem weiteren Einsatz die Band wieder verlassen musste. Im Oktober 2018 spielte die Band erstmals in Russland, zu diesem Konzert trat der Leipziger Guido Mann am Synthesizer in Erscheinung. Seitdem besteht die Band offiziell aus Matthias Hübner, Peter Walter und Guido Mann.

## Stil
Die Band beschreibt sich selbst als typische „Synthiepop-Band mit Nova-Spes-Sound“. Die Musikzeitschrift Orkus bescheinigte der Band 2007 einen hohen Wiedererkennungswert und bezeichnete sie als „genau das Richtige“ für And One und Depeche Mode Fans, aber auch für „Anhänger experimenteller Eskapaden“. Die Zeitschriften Sonic Seducer und Zillo bescheinigen der Band im August 2012 zwar immer noch die Wurzeln im Synthiepop-Bereich, mit dem Album Leben ist Krieg jedoch eine deutliche Hinwendung zur Hellectro-Szene. Der Vergleich mit Größen der Synthie-Pop-Szene wurde gezogen.

## Sonstiges
Bis 2012 war ein Markenzeichen der Band die Verwendung jeweils eines Zitates von Philosophen im Booklet ihrer veröffentlichten Alben. Einzige Ausnahme bildete während dieser Zeit das Album Pripyat – Home of Lilith in dem an dieser Stelle ein religiöses Buch zitiert wird. Auch im 2014 veröffentlichten Album Black Sheep On White Fields befindet sich ein Zitat. Diesmal allerdings wird kein Philosoph, sondern die durch die deutsche TV-Sendung Die Super Nanny bekannte Pädagogin Katharina Saalfrank zitiert.
Seit dem Jahr 2019 arbeitet Matthias Hübner zunehmend auch mit anderen Bands. So zeichnet er sich für das Mastering der Alben No Death After Life und Odyssey der russisch-deutschen Band 0kontrol wie auch mehrerer Alben der russischen Band The Quinsy verantwortlich. Das Artwork des 0Kontrol-Albums Odyssey stammt ebenfalls von ihm.
Das ehemalige Bandmitglied und Mitbegründer der Band Steffen Pöhler arbeitet heute als Redakteur bei einem süddeutschen Privatradio und ist studierter Tontechniker bei SAE.

## Diskografie
- 2001: Opfer (CD)
- 2002: break (CD)
- 2003: K (CD)
- 2004: sidelines (CD)
- 2005: jetzt (CD)
- 2006: Sophia (EP)
- 2007: Opposite Lane (2CD)
- 2008: Zukunft:Unendlich? (CD)
- 2009: Wrong Way to Right Places (CD)
- 2011: pripyat – home of lilith (CD, Danse Macabre)
- 2012: Leben ist Krieg (CD, Danse Macabre)
- 2014: Perfect World Alive (Online-EP, Danse Macabre)
- 2014: Black Sheep on White Fields (CD, Danse Macabre)
- 2014: Its a [black] lie (Single, Danse Macabre)
- 2016: A Dog and His Boy (CD, Danse Macabre)
- 2018: WorldWideWar Zone (CD, ScentAir Records / NovaMD)
- 2021: 2020 (CD, ScentAir Records)
- 2023: Rise. (Digital-Album, Danse Macabre)